# Anarquia relacional

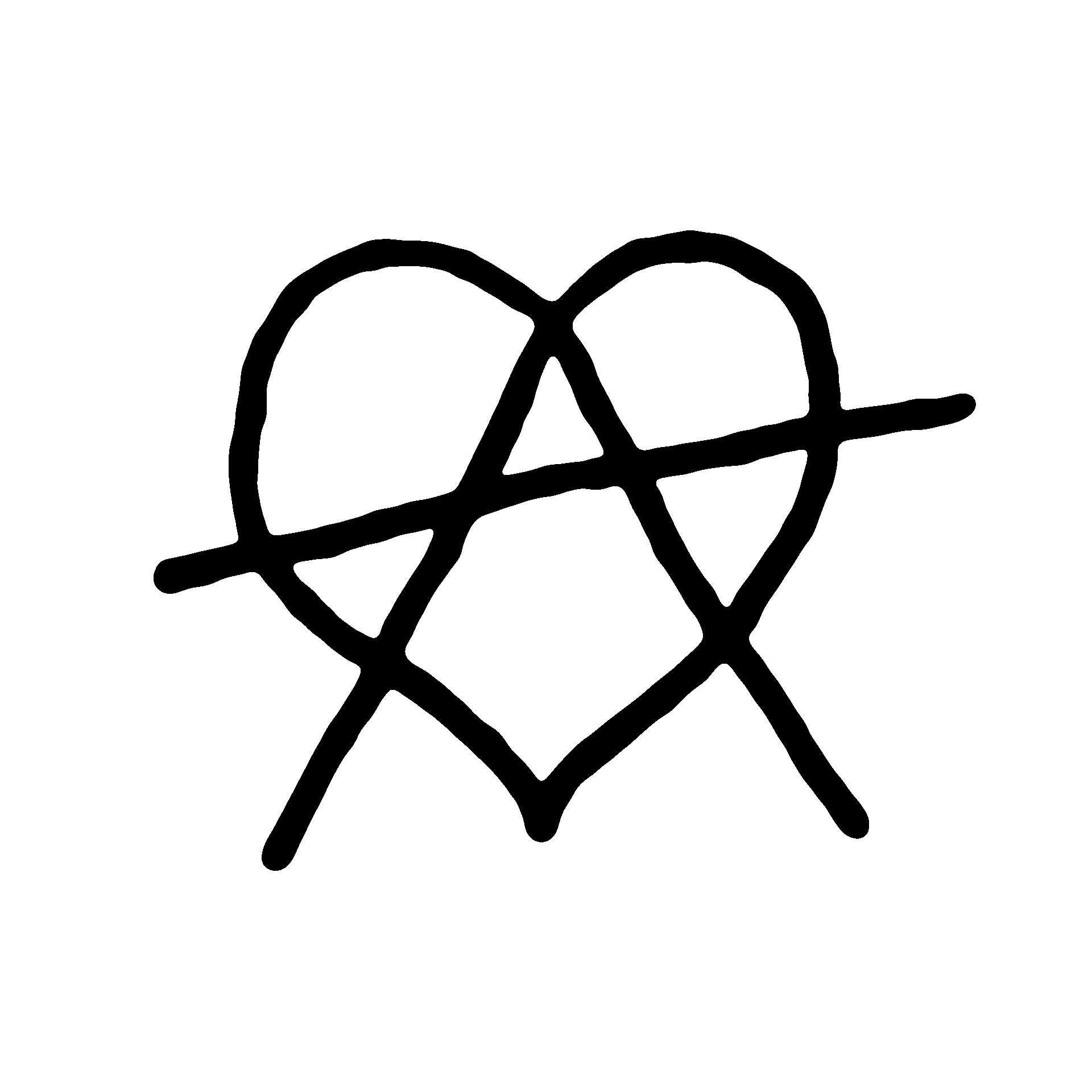
El símbol original de l'anarquia relacional és una A dins d'un cor.

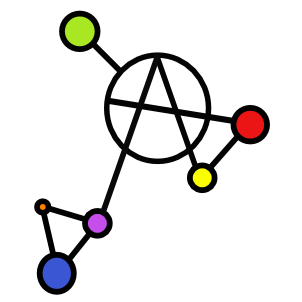
Un símbol alternatiu per a l'anarquia relacional. Està basat en una visió que implica necessàriament un canvi en l'organització social i en la forma en què s'estructuren totes les relacions socials, i no solament en el seu aspecte afectiu. Els colors tenen a veure amb la diversitat, cada node és de color diferent perquè cada vincle té els seus significats, les seues pròpies dinàmiques internes i els seus propis codis.

L'anarquia relacional o anarquisme relacional (AR) és la pràctica de formar relacions que no estan sotmeses a un conjunt preexistent de regles.
Es diferencia del poliamor —tot i que pot considerar-se’n un corrent o bé una pràctica diferent— en primer lloc per la premissa que no existeix la necessitat d'establir una distinció formal entre els diferents tipus de relacions. Els anarquistes relacionals veuen cada relació (sexo-afectiva o no) com un vincle particular i no com un element dins d'una categoria establerta per les normes socials com per exemple «només amics», «en una relació», «en una relació oberta», etc.
El terme relationsanarki va ser encunyat per l'activista queer Andie Nordgren, i és el tema de la tesi de llicenciatura de Jacob Strandell i Anada Midnattssol. Va ser tractat en alguns tallers de l'OpenCon 2010 i per la professora de l'Open University Meg Barker en una presentació en 2013. En 2021 s'ha publicat en català la traducció del primer llibre monogràfic sobre l'anarquia relacional per l'editorial Tigre de Paper baix el títol "Anarquia relacional. La revolució des dels vincles".
Les persones anarquistes relacionals prefereixen no diferenciar les relacions en dos conjunts: les considerades «de parella» i les que no. En lloc d'açò, se segueix una aproximació més flexible en la qual tot se sotmet a un acord mutu. L'anarquia relacional i el poliamor estan relacionats en tant que moltes persones anarquistes relacionals mantenen múltiples vincles sexo-afectius, però amb l'excepció de no diferenciar unes relacions d'altres amb etiquetes com «relació romàntica» o «amistat». Consideren que tal categorització no és necessària per a gaudir, mantenir i expressar l'amor en les seues relacions.
La qüestió és si l'anarquia relacional ha de considerar-se emmarcada en el poliamor o com un moviment o subcultura independent i diferenciada, com en l'article «The thinking asexual». En qualsevol cas, es considera un dels plantejaments de referència en el món de l'activisme relacional que qüestiona l'hegemonia del sistema monògam, tradicional en moltes cultures i la pressió social per tenir parella o amatonormativitat.